# Josefina Manresa Marhuenda

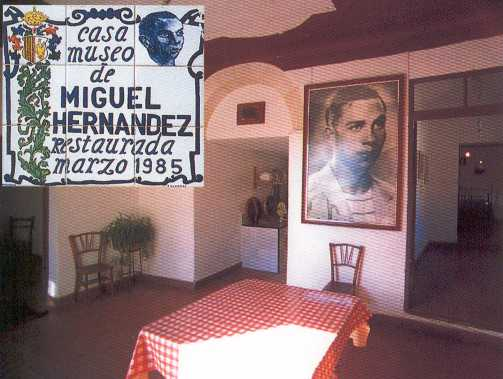
Casa-museu de Miguel Hernández

Josefina Manresa Marhuenda (Quesada, Jaén, 2 de gener de 1916 - Elx, 18 de febrer de 1987) va ser una modista valenciana, esposa del poeta espanyol Miguel Hernández, una de les seues principals fonts d'inspiració i curadora de la seva obra.

## Biografia
Amb el seu pare, guàrdia civil (afusellat en la guerra civil) es traslladà a Oriola, al Baix Segura. En aquesta ciutat el 1933 va conèixer el poeta Miguel Hernández. El 9 de març de 1937, en plena guerra civil, es van casar i, al cap de pocs dies, es traslladaren al front de Jaén.
Josefina va inspirar la major part dels poemes romàntics del poeta. Les persones que estudien la vida i obra del poeta la consideren la seua musa, la seva inspiració per als seus grans poemes, altres no creuen que això siga així. Pensen que en el fons Miguel Hernández escrivia sobre la imatge idealitzada de la seua esposa, no sobre la vertadera; afirmant que molt dels poemes d'El Rayo que no cesa no estan dedicats a Josefina, sinó a una altra dona.
El 19 de desembre de 1937 va nàixer el seu primer fill, Manuel Ramón, que va morir el 19 d'octubre de 1938. El 4 de gener de 1939 va nàixer el seu segon fill, Manuel Miguel, que va viure fins al 1984.
El 1986, als 70 anys i ja greument malalta de càncer de mama, va ser condecorada amb la Banda d'Isabel la Catòlica.
Va morir el 1987. Va ser sepultada en el cementeri d'Alacant, al panteó de fills il·lustres de la ciutat, junt al seu marit i el seu fill Miguel.

## Obra
Va dedicar la seva vida a preservar el llegat de Miguel Hernández i a vetllar pel record i difusió de la seva obra. Gràcies al seu interés per preservar i custodiar l'obra del seu marit, avui podem gaudir de la seua conservació i estudi.
La mateixa Josefina Manresa va escriure i publicar el 1976 sobre el patiment i mort del seu home a la revista Posible: "Así murió mi marido". A més, sota el títol "Recuerdos de la viuda de Miguel Hernández", Josefina conta part de la seua vida i la relació amb Miguel, mostrant fragments de cartes i fotografies inèdites fins a eixa data.